# Elman Tagaýew
Elman Tagaýew (Aşgabat, 2 giugno 1989) è un calciatore turkmeno, centrocampista dell'Ahal.

## Carriera

### Club
Ha giocato nella prima divisione turkmena, in quella azera ed in quella uzbeka.
Nel corso degli anni ha giocato inoltre anche 7 partite nella Coppa dell'AFC.

### Nazionale
Tra il 2012 ed il 2017 ha totalizzato complessivamente 7 presenze ed una rete con la maglia della nazionale turkmena.

## Statistiche

### Cronologia presenze e reti in nazionale
| Cronologia completa delle presenze e delle reti in nazionale ― Turkmenistan | Cronologia completa delle presenze e delle reti in nazionale ― Turkmenistan | Cronologia completa delle presenze e delle reti in nazionale ― Turkmenistan | Cronologia completa delle presenze e delle reti in nazionale ― Turkmenistan | Cronologia completa delle presenze e delle reti in nazionale ― Turkmenistan | Cronologia completa delle presenze e delle reti in nazionale ― Turkmenistan | Cronologia completa delle presenze e delle reti in nazionale ― Turkmenistan | Cronologia completa delle presenze e delle reti in nazionale ― Turkmenistan |
| Data                                                                        | Città                                                                       | In casa                                                                     | Risultato                                                                   | Ospiti                                                                      | Competizione                                                                | Reti                                                                        | Note                                                                        |
| --------------------------------------------------------------------------- | --------------------------------------------------------------------------- | --------------------------------------------------------------------------- | --------------------------------------------------------------------------- | --------------------------------------------------------------------------- | --------------------------------------------------------------------------- | --------------------------------------------------------------------------- | --------------------------------------------------------------------------- |
| 10-3-2012                                                                   | Katmandu                                                                    | Palestina                                                                   | 0 – 0                                                                       | Turkmenistan                                                                | AFC Challenge Cup 2012                                                      | -                                                                           | 5’ 57’                                                                      |
| 12-3-2012                                                                   | Katmandu                                                                    | Nepal                                                                       | 0 – 3                                                                       | Turkmenistan                                                                | AFC Challenge Cup 2012                                                      | 1                                                                           |                                                                             |
| 16-3-2012                                                                   | Katmandu                                                                    | Turkmenistan                                                                | 2 – 1                                                                       | Filippine                                                                   | AFC Challenge Cup 2012                                                      | -                                                                           | 68’                                                                         |
| 19-3-2012                                                                   | Katmandu                                                                    | Turkmenistan                                                                | 1 – 2                                                                       | Corea del Nord                                                              | AFC Challenge Cup 2012                                                      | -                                                                           | 42’                                                                         |
| 11-10-2016                                                                  | Biškek                                                                      | Kirghizistan                                                                | 1 – 0                                                                       | Turkmenistan                                                                | Amichevole                                                                  | -                                                                           | 89’                                                                         |
| 9-11-2016                                                                   | Dušanbe                                                                     | Tagikistan                                                                  | 3 – 0                                                                       | Turkmenistan                                                                | Amichevole                                                                  | -                                                                           | 66’                                                                         |
| 26-3-2017                                                                   | Taipei                                                                      | Taipei cinese                                                               | 1 – 3                                                                       | Turkmenistan                                                                | Qual. Coppa d'Asia 2019                                                     | -                                                                           | 52’ 88’                                                                     |
| Totale                                                                      |                                                                             | Presenze                                                                    | 7                                                                           |                                                                             | Reti                                                                        | 1                                                                           |                                                                             |

## Palmarès

### Club

#### Competizioni nazionali
- Campionato turkmeno: 1

Altyn Asyr: 2017
- Supercoppa del Turkmenistan: 1

Altyn Asyr: 2017